# Cadeyrn Fendigaid
Cadeyrn ap Vortigern (405? - 447 ; Catigern en anglais, d'après une forme plus ancienne), également surnommé Cadeyrn Fendigaid (le Béni) était le fondateur de la lignée royale de Powys (un royaume de l'est du Pays de Galles). Son nom Cadeyrn (de Cat, combat, et tigern, chef) signifie « Prince Guerrier ».

## Contexte
Cadeyrn était le deuxième fils de Vortigern, le haut-roi légendaire de Grande-Bretagne, mais on ignore quel pouvoir il avait. Le domaine de Powys lui fut en effet donné par son père et il est probable qu'il demeurait un vassal à son service. Saint Germain le bénit lors de sa première visite en Grande-Bretagne en 429, d'où son surnom de Cadeyrn le Béni.
En 447, son frère Vortimer se rebella contre leur père et Cadeyrn est celui qui dirige les troupes contre lui. Il fut tué lors d'une bataille et fut enterré près du dolmen de Kit's Coty House
Ce fut son fils Cadell "au Pommeau Rutilant" qui lui succéda.